# Айдзуми
Айдзуми (яп. 藍住町 Айдзуми-тё:) — посёлок в Японии, находящийся в уезде Итано префектуры Токусима. Площадь посёлка составляет 16,27 км², население — 34 262 человека (1 августа 2014), плотность населения — 2105,84 чел./км².

## Географическое положение
Посёлок расположен на острове Сикоку в префектуре Токусима региона Сикоку. С ним граничат города Токусима, Наруто и посёлки Итано, Китадзима, Камиита.

## Население
Население посёлка составляет 34 262 человека (1 августа 2014), а плотность — 2105,84 чел./км². Изменение численности населения с 1980 по 2005 годы:
| 1980 | 19 713 чел. |  |
| 1985 | 22 619 чел. |  |
| 1990 | 25 674 чел. |  |
| 1995 | 28 408 чел. |  |
| 2000 | 30 368 чел. |  |
| 2005 | 32 286 чел. |  |

## Символика
Деревом посёлка считается камфорное дерево, цветком — хризантема.